# Pierkino (przystanek kolejowy)
Pierkino (ros. Перкино) – przystanek kolejowy w miejscowości Pierkino, w rejonie spasskim, w obwodzie riazańskim, w Rosji. Położony jest na linii Moskwa – Riazań – Samara.